# Hesperaloe
Genre
Classification phylogénétique
Hesperaloe est un genre de plantes monocotylédones de la famille des Xanthorrhoeaceae.
Il contient 7 espèces dont beaucoup n'ont été décrites qu'à la fin du XXe siècle.

## Liste des espèces
- Hesperaloe campanulata G.D.Starr
- Hesperaloe chiangii (G.D.Starr) B.L.Turner
- Hesperaloe engelmannii Krauskopf ex Baker (Cette espèce n'est pas acceptée par tous les auteurs)
- Hesperaloe funifera (K.Koch) Trel.
- Hesperaloe nocturna Gentry
- Hesperaloe parviflora (Torr.) J.M.Coult.
- Hesperaloe tenuifolia G.D.Starr